# Garçonnière pour quatre
Pour plus de détails, voir Fiche technique et Distribution.
Garçonnière pour quatre (titre original : Boys' Night Out) est un film américain réalisé par Michael Gordon et produit par la Metro-Goldwyn-Mayer, sorti en 1962.

## Synopsis
Cathy est une jeune femme qui prépare une thèse de sociologie sur le comportement sexuel infantile des hommes américains. Pour ce faire, elle étudie ses quatre voisins qui viennent de louer une garçonnière pour des rendez-vous galants.

## Fiche technique
- Titre original : Boys' Night Out
- Réalisation : Michael Gordon
- Scénario : Ira Wallach
- Montage : Tom McAdoo
- Musique : Frank De Vol
- Sociétés de production : Joseph E. Levine Productions, Kimco-Filmways
- Société de distribution : Metro-Goldwyn-Mayer
- Genre : Comédie
- Durée : 115 minutes (1 h 55)
- Dates de sortie : 
  - États-Unis : 21 juin 1962

## Distribution
- Kim Novak : Cathy
- James Garner : Fred Williams
- Tony Randall : George Drayton
- Howard Duff : Doug Jackson
- Janet Blair : Marge Drayton
- Patti Page : Joanne McIllenny
- Jessie Royce Landis : Ethel Williams
- Oskar Homolka : Dr Prokosch
- Howard Morris : Howard McIllenny
- Anne Jeffreys : Toni Jackson
- Zsa Zsa Gabor : La petite amie du patron
- William Bendix : Slattery
- Larry Keating : M. Bingham
- Fred Clark : Ernest Bohannon
- Jim Backus : Peter Bowers
- Ruth McDevitt : Beulah Partridge